# American Doll Posse
American Doll Posse (Potera de Păpuși Americane) este al nouălea album de studio al cântăreței americane Tori Amos.

## Păpușile
Amos a creat 5 personaje pentru acest album: Tori, Isabel, Clyde, Santa și Pip. (Isabel, Tori și Pip apar la coperta a albumului.) Fiecare melodie este cântată din perspectiva a unui personaj (cu ună excepția: Body and Soul este cântat de două personaje). Toate personaje au personalități foarte specifice, care sunt ilustrate în melodiile. De exemplu, Pip este o războinică. Melodiile cântate de ea sunt întunecoase și întrucâtva intense.

### Isabel
Isabel (hisTORIcal), care s-a bazată pe zeița greacă Artemis, este o fotografă interesată de politica.
Isabel cântă: Yo George, Mr. Bad Man, Devils and Gods, Almost Rosey, Dark Side of the Sun.

### Clyde
Clyde (cliTORIdes), bazată pe zeița Persefona, încearcă să descopere-n ce crede.
Clyde cântă: Bouncing Off Clouds, Girl Disappearing, Roosterspur Bridge, Beauty of Speed

### Pip
Pip (expiraTORIal), bazată pe zeița Athena, este descrisă ca o războinică. 
Pip cântă: Teenage Hustling, Fat Slut, Body and Soul (cu Santa), Velvet Revolution, Smokey Joe

### Santa
Santa (sanaTORIum), bazată pe zeița a dragostea Afrodita, este senzuală și pasionată.
Santa cântă: You Can Bring Your Dog, Secret Spell, Body and Soul (cu Pip), Programmable Soda, Dragon, My Posse Can Do

### Tori
Tori (terraTORIes) este bazată pe Demeter și Dionis.
Tori cântă: Big Wheel, Digital Ghost, Father's Son, Code Red, Posse Bonus

## Tracklist
1. "Yo George" (Isabel) - 1:25, (Hei, George)
2. "Big Wheel" (Tori) - 3:15, (Roata mare)
3. "Bouncing off Clouds" (Clyde) - 4:06, (Sărind de pe nori)
4. "Teenage Hustling" (Pip) - 4:02, (Îmbulzeală adolescentină)
5. "Digital Ghost" (Tori) - 3:50, (Fantoma digitală)
6. "You Can Bring Your Dog" (Santa) - 4:04, (Poți să-ți aduci câinele)
7. "Mr. Bad Man" (Isabel) - 3:18, (Domnul Om rău)
8. "Fat Slut" (Pip) - 0:41, (Târfă grasă)
9. "Girl Disappearing" (Clyde) - 4:00, (Fată dispărînd)
10. "Secret Spell" (Santa) - 4:04, (Vrajă secretă)
11. "Devils and Gods" (Isabel) - 0:53, (Diavoli și zei)
12. "Body and Soul" (Pip cu Santa) - 3:56, (Trup și suflet)
13. "Father's Son" (Tori) - 3:59, (Fiul tatălui)
14. "Programmable Soda" (Santa) - 1:25, (Răcoritoare programabilă)
15. "Code Red" (Tori) - 5:27, (Cod roșu)
16. "Roosterspur Bridge" (Clyde) - 4:01, (Podul Roosterspur)
17. "Beauty of Speed" (Clyde) - 4:06, (Frumusețea vitezei)
18. "Almost Rosey" (Isabel) - 5:26, (Aproape trandafiriu)
19. "Velvet Revolution" (Pip) - 1:19, (Revoluție de catifea)
20. "Dark Side of the Sun" (Isabel) - 4:16, (Partea întunecată a soarelui)
21. "Posse Bonus" (Tori) - 1:45, (Bonus poteră)
22. "Smokey Joe" (Pip) - 4:19, (Joe fumegîndul)
23. "Dragon" (Santa) - 5:03, (Balaur)

Bonusuri
1. Miracle (Miracol)
2. My Posse Can Do (Potera mea poate face)
3. Drive All Night (Conducînd toată noaptea)